# Adolf von Baeyer
Johann Friedrich Wilhelm Adolf von Baeyer (alemão: [ˈbaɪɐ]; Berlim, 31 de outubro de 1835 — Starnberg, 20 de agosto de 1917) foi um químico alemão que sintetizou o índigo, e foi o vencedor do Prêmio Nobel de Química de 1905.

## Vida e carreira
Inicialmente estudou matemática e física na Universidade de Berlim antes de transferir-se para Heidelberg, onde estudou química com Robert Bunsen. Trabalhou no laboratório de Friedrich August Kekulé von Stradonitz, que exerceu uma enorme influência na sua formação como especialista em química orgânica, obtendo o doutorado na Universidade de Berlim  em 1858. Foi bolsista na Berlim Trade Academy em 1860 e professor em Estrasburgo (1871). Em 1875 sucedeu Justus von Liebig como professor de química na Universidade de Munique.

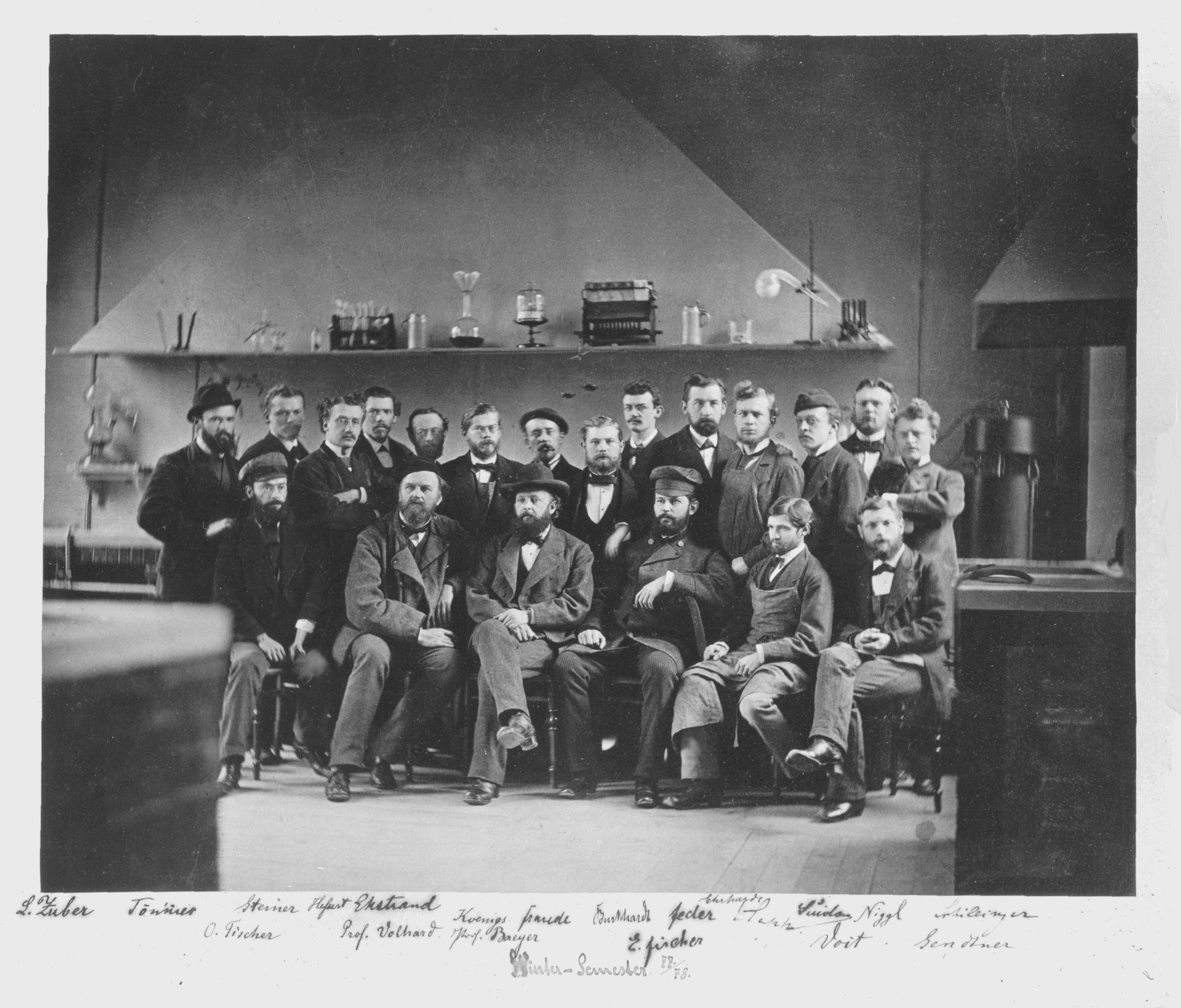
Professores de química e seus alunos, Universidade de Munique, semestre de inverno 1877/1878.

Entre seus trabalhos científicos mais importantes destacam-se a descoberta da fenolftaleína, da fluoresceina, dos derivados do ácido úrico como o ácido barbitúrico e as resinas de fenol-formaldeído. Baeyer é conhecido por ter conseguido obter nos primeiros meses de 1880, após dezessete anos de investigação, a síntese do índigo, junto com Heinrich Caro. Por este trabalho recebeu a Medalha Davy em 1881.
Em 1883 determinou a estrutura do índigo, porém sem antes (1928) ter sido determinado que a estereoquímica da dupla ligação era “trans” e não “cis”, como proposto por Baeyer, através do uso da cristalografia de raios-X.
Devido à descoberta da síntese de índigo e à determinação da sua estrutura química, recebeu o Nobel de Química de 1905.